# Brad Tiley
Bradley Phillip „Brad“ Tiley (* 5. Juli 1971 in Markdale, Ontario) ist ein ehemaliger kanadischer Eishockeyspieler und -trainer, der im Verlauf seiner aktiven Karriere zwischen 1988 und 2009 unter anderem drei Spielzeiten in der National Hockey League (NHL) und elf in der American Hockey League (AHL) aktiv war. Im deutschsprachigen Raum war er jeweils eine Saison in der Deutschen Eishockey Liga (DEL) und österreichischen Erste Bank Eishockey Liga (EBEL) tätig.

## Karriere
Tiley spielte während seiner Juniorenzeit zwischen 1988 und 1991 bei den Sault Ste. Marie Greyhounds in der Ontario Hockey League. Mit den Greyhounds gewann er im Frühjahr 1991 die Meisterschaft der OHL in Form des J. Ross Robertson Cups. In der Folge des Triumphs nahm er anschließend mi der Mannschaft am Memorial Cup teil.
Im Sommer 1991 unterzeichnete er dann einen Vertrag in der Organisation der Boston Bruins, die ihn im NHL Entry Draft 1991 in vierter Runde an 84. Position gezogen hatte. Doch nur ein Jahr blieb er beim AHL-Farmteam Maine Mariners. Denn er wechselte zu den Binghamton Rangers, wurde zwischen 1992 und 1994 aber auch in der International Hockey League bei den Phoenix Roadrunners eingesetzt. Die folgenden drei Jahre verbrachte er dann komplett in der IHL, erst 1997 erfolgte der Wechsel zurück in die AHL. Den Hauptteil der Spiele absolvierte der eher offensiv ausgerichtete Verteidiger zwar bei den Springfield Falcons, doch das Engagement hier brachte zwischen 1997 und 2000 auch die ersten neun NHL-Einsätze für die Phoenix Coyotes mit sich. Zwischen 2000 und 2003 spielte der dreifache Familienvater in Philadelphia, hauptsächlich für die Phantoms in der AHL, aber auch zweimal für die Flyers in der besten Liga der Welt. Gleich in seiner Saison für die Milwaukee Admirals 2004 gewann das Team den Calder Cup. In der Saison 2005/06 kehrte er zu den Springfield Falcons zurück, spielte einen Teil der Saison aber auch für San Antonio Rampage.
Als 35-Jähriger unterschrieb er zur Saison 2006/07 in Deutschland bei den Iserlohn Roosters in der Deutschen Eishockey Liga, blieb aber nur ein Jahr. Für die Saison 2007/08 kam er erstmals nach Österreich zum EHC Black Wings Linz. Allerdings wurde auch hier sein Vertrag nicht verlängert. Anschließend unterschrieb er einen Vertrag bei den Nippon Paper Cranes aus der Asia League Ice Hockey, mit denen er die Meisterschaft gewinnen konnte. Nach der Saison 2008/09 beendete der Kanadier seine aktive Karriere und wurde anschließend als Assistenztrainer bei den Owen Sound Attack aus der Ontario Hockey League tätig.

## Erfolge und Auszeichnungen
| - 1991 J.-Ross-Robertson-Cup-Gewinn mit den Sault Ste. Marie Greyhounds - 1991 Memorial Cup All-Star Team - 1999 Teilnahme am AHL All-Star Classic - 2000 Teilnahme am AHL All-Star Classic - 2000 Eddie Shore Award | - 2000 AHL First All-Star Team - 2004 Calder-Cup-Gewinn mit den Milwaukee Admirals - 2005 Teilnahme am AHL All-Star Classic - 2009 Meister der Asia League Ice Hockey mit den Nippon Paper Cranes |

## Karrierestatistik

### Inlinehockey
(Legende zur Spielerstatistik: Sp oder GP = absolvierte Spiele; T oder G = erzielte Tore; V oder A = erzielte Assists; Pkt oder Pts = erzielte Scorerpunkte; SM oder PIM = erhaltene Strafminuten; +/− = Plus/Minus-Bilanz; PP = erzielte Überzahltore; SH = erzielte Unterzahltore; GW = erzielte Siegtore; 1 Play-downs/Relegation; Kursiv: Statistik nicht vollständig)